# Christopher Bruun Jensen
Christopher Bruun Jensen (* 19. Dezember 1985) ist ein dänischer Badmintonspieler. 

## Karriere
Christopher Bruun Jensen wurde 2004 dänischer Juniorenmeister im Herrendoppel mit Morten Kronborg. Mit ihm war er auch bei den Iceland International 2006 und den Cyprus International 2009 erfolgreich.

## Sportliche Erfolge
| Saison    | Veranstaltung                                    | Disziplin    | Platz | Name                                                 |
| --------- | ------------------------------------------------ | ------------ | ----- | ---------------------------------------------------- |
| 2003/2004 | Dänemark: Einzelmeisterschaften der Junioren U19 | Herrendoppel | 1     | Christopher Bruun Jensen / Morten Kronborg, Gentofte |
| 2006      | Iceland International                            | Herrendoppel | 1     | Christopher Bruun Jensen / Morten Kronborg           |
| 2009      | Cyprus International                             | Herrendoppel | 1     | Christopher Bruun Jensen / Morten Kronborg           |